# Panthera pardus saxicolor
El leopardo de Persia (Panthera pardus saxicolor) es una subespecie de leopardo en peligro de extinción que habita diversas zonas de Irán, Armenia, Azerbaiyán y algunos estados del Asia Central.

## Características
El leopardo persa podría ser el leopardo más grande de todas las subespecies de leopardos existentes en el mundo. La longitud media del cuerpo es de 158 cm, de la cola 94 cm y del cráneo 19 cm. Su peso puede llegar a los 75 kg. Antes de 1990, cuando estaba formada la Unión Soviética, los nombres científicos usados fueron P. p. tulliana y P. p. ciscaucasica, y el nombre P. p. saxicolor fue usado por los especialistas en felinos de Irán y Afganistán. Actualmente quedan sólo algunos cientos en el mundo.
El hábitat varía de la estepa de la montaña a los pastizales, o cualquier lugar con una oferta razonable de cobertura y presas. Informes no oficiales de avistamientos de grandes felinos en el este de Turquía podrían tratarse también de este animal.
El leopardo persa tiene un periodo de gestación de 90 a 105 días. Las hembras alcanzan la madurez sexual a los 2 años y medio de edad. Usualmente tienen de 2 a 4 crías.

## Alimentación
La dieta del leopardo varía dependiendo de donde se alimente. El leopardo persa come desde mamíferos pequeños y aves, hasta animales más grandes como venados, antílopes, y de vez en cuando jabalíes.  El animal, silenciosamente acecha a su presa, y después ataca saliendo rápidamente de la nada, terminando con una mordida en la garganta de la presa.

## Variedades
Las siguientes son variedades de leopardo persa, antes consideradas como subespecies independientes:
- Leopardo de Anatolia (Panthera pardus tulliana)
- Leopardo de Baluchistán  (Panthera pardus sindica)
- Leopardo caucásico (Panthera pardus ciscaucasica)
- Leopardo central persa (Panthera pardus dathei)
- Leopardo del Sinaí (Panthera pardus jarvisi)

## Amenazas
Esta subespecie está clasificada como en peligro de extinción y su comercio está prohibido por el derecho internacional. El leopardo persa se ha visto amenazado debido a la persecución, la pérdida de su hábitat y la caza furtiva. También es uno de los animales en el oeste de Asia que ha sufrido los efectos de la guerra en las montañas.